# Montalcino
Montalcino är en medeltida stad och kommun i södra Toscana i provinsen Siena i regionen Toscana i Italien, på drygt 500 m ö.h. Kommunen hade 5 843 invånare (2018). Den tidigare kommunen San Giovanni d'Asso infogades den 1 januari 2017.
Montalcino var länge den sista utposten för sieneserna mot romarna och Montalcino med dess fästning har fått genomlida många krig.
Montalcino med dess omkringliggande kommun är hem åt vinet, och DOCG-appellationen, Brunello di Montalcino. Förutom Brunello di Montalcino görs även Rosso di Montalcino och Moscadello di Montalcino. Rosso görs vanligtvis på ett liknande sätt som ett brunello-vin men druvorna kommer från yngre vinstockar och lagringen av vinet är kortare, vilket även gör att vinet inte kan lagras lika länge som ett brunello.